# Nati nel 1956/Agosto
| Questa pagina contiene informazioni ricavate automaticamente dalle voci biografiche con l'ausilio del template Bio e di un bot. L'aggiornamento è periodico e automatico e ricostruisce completamente la pagina. Se manca una persona in questa lista, sei pregato di non aggiungerla, ma accertati piuttosto che la sua voce biografica contenga il template Bio e che i dati anagrafici siano correttamente compilati. Se il template Bio manca, inseriscilo tu stesso o, in alternativa, metti l'avviso {{tmp\|Bio}} che ne segnala la mancanza. Se i dati riportati sono sbagliati, correggi direttamente la voce biografica; le modifiche saranno visibili in questa lista entro pochi giorni. Per chiarimenti vedi il progetto biografie. La lista contiene solo le 285 persone che sono citate nell'enciclopedia e per le quali è stato implementato correttamente il template Bio. Pagina aggiornata al 10 lug 2025. |

- 1º agosto - Francesco Maria Amoruso, politico italiano
- 1º agosto - Doug Burgum, politico e imprenditore statunitense
- 1º agosto - Sofia Corban, ex canottiera romena
- 1º agosto - Becky Dorsey, ex sciatrice alpina statunitense
- 1º agosto - Giuseppe Esposito, politico italiano
- 1º agosto - Philip Goldberg, politico e diplomatico statunitense
- 1º agosto - Steve Green, cantautore e musicista statunitense
- 1º agosto - Carlos Roberto Massa, conduttore televisivo, politico e dirigente d'azienda brasiliano
- 1º agosto - Emanuela Menuzzo, ex ciclista su strada italiana
- 1º agosto - Willy Vigouroux, ciclista su strada belga
- 2 agosto - Ángel Arroyo, ex ciclista su strada spagnolo
- 2 agosto - Michèle Bernier, attrice e comica francese
- 2 agosto - Michel Canac, sciatore alpino francese († 2019)
- 2 agosto - Mike Davis, ex cestista statunitense
- 2 agosto - Buster Matheney, cestista statunitense († 2000)
- 2 agosto - Isabel Pantoja, cantante e attrice spagnola
- 2 agosto - Josep Ángel Sáiz Meneses, arcivescovo cattolico spagnolo
- 2 agosto - Duck Williams, ex cestista statunitense
- 3 agosto - Ian Crichton, chitarrista canadese
- 3 agosto - Luis Fernando Intriago Páez, presbitero ecuadoriano
- 3 agosto - Nicola Salerno, dirigente sportivo italiano
- 3 agosto - Kurt Thiim, pilota automobilistico danese
- 4 agosto - Giovanni Burtone, politico italiano
- 4 agosto - Márta Egervári, ex ginnasta ungherese
- 4 agosto - Tonning Hammer, ex calciatore norvegese
- 4 agosto - Steve Hunt, ex calciatore inglese
- 4 agosto - Joni Huntley, ex altista statunitense
- 4 agosto - Allison Jolly, ex velista statunitense
- 4 agosto - Lee Mun-gyu, ex cestista e allenatore di pallacanestro sudcoreano
- 4 agosto - Luigi Negri, politico, architetto e antiquario italiano
- 4 agosto - Meg Whitman, dirigente d'azienda e politica statunitense
- 5 agosto - Jerry Ciccoritti, regista teatrale e regista cinematografico canadese
- 5 agosto - Marit Mathiesen, cantante norvegese
- 5 agosto - Pep Anton Muñoz, attore e doppiatore spagnolo
- 6 agosto - Majid Bishkar, ex calciatore iraniano
- 6 agosto - Bill Emmott, giornalista e saggista britannico
- 6 agosto - Stepfanie Kramer, attrice e cantante statunitense
- 6 agosto - Ian R. MacLeod, scrittore britannico
- 6 agosto - Mike McIntyre, politico e avvocato statunitense
- 6 agosto - Augusto Rembado, giornalista italiano († 2015)
- 6 agosto - Sergio Santín, ex calciatore uruguaiano
- 7 agosto - Angelo Angelotti, criminale italiano († 2012)
- 7 agosto - Hrvoje Braović, allenatore di calcio croato
- 7 agosto - Stefano D'Aversa, allenatore di calcio e ex calciatore italiano
- 7 agosto - Hans Enoksen, politico groenlandese
- 7 agosto - Marco Falagiani, compositore, paroliere e arrangiatore italiano
- 7 agosto - Sergio Ferrentino, regista e conduttore radiofonico italiano
- 7 agosto - Christiana Figueres, diplomatica costaricana
- 7 agosto - Ernie Johnson Jr., giornalista statunitense
- 7 agosto - F. J. Ossang, regista, poeta e cantante francese
- 7 agosto - Clint Richardson, ex cestista statunitense
- 7 agosto - Kent Rominger, ex astronauta statunitense
- 7 agosto - Gerry Scotti, conduttore televisivo, conduttore radiofonico e attore italiano
- 7 agosto - Renzo Tondo, politico italiano
- 7 agosto - Adriana Villagrán, ex tennista argentina
- 8 agosto - Giovanni Boniolo, filosofo e cestista italiano
- 8 agosto - Chris Foreman, chitarrista britannico
- 8 agosto - Jorge Larrañaga, avvocato e politico uruguaiano († 2021)
- 8 agosto - Massimo Picozzi, psichiatra, criminologo e scrittore italiano
- 8 agosto - Fulvio Polesello, ex cestista e allenatore di pallacanestro italiano
- 8 agosto - Cecilia Roth, attrice argentina
- 8 agosto - Miloš Šestić, ex calciatore jugoslavo
- 8 agosto - Lena Stolze, attrice tedesca
- 8 agosto - Andrej Viktorovič Tanasevič, aracnologo russo
- 8 agosto - Nathan Wang, compositore e direttore d'orchestra statunitense
- 9 agosto - Giovanni Arena, mafioso italiano
- 9 agosto - Fafá de Belém, cantautrice e attrice brasiliana
- 9 agosto - Mirco Garrone, montatore italiano
- 9 agosto - Gianfelice Imparato, attore, commediografo e regista italiano
- 9 agosto - Adam Nimoy, regista statunitense
- 9 agosto - Ashley Page, ex ballerino, direttore artistico e coreografo britannico
- 9 agosto - William Tackaert, ex ciclista su strada belga
- 9 agosto - Giuseppe Tognon, pedagogista italiano
- 9 agosto - Varo Venturi, regista, sceneggiatore e musicista italiano
- 10 agosto - Dianne Balestrat, ex tennista australiana
- 10 agosto - Jami Bernard, critica cinematografica, scrittrice e personaggio televisivo statunitense
- 10 agosto - Detlef Garbe, storico tedesco
- 10 agosto - Antoine Hérouard, arcivescovo cattolico francese
- 10 agosto - Paolo Leopizzi, ex giocatore di football americano, allenatore di football americano e giornalista italiano
- 10 agosto - Lito, ex calciatore portoghese
- 10 agosto - Max Hardcore, attore pornografico, produttore cinematografico e regista statunitense († 2023)
- 10 agosto - Peter Robbins, attore e doppiatore statunitense († 2022)
- 10 agosto - Thomas Nordgren, ex cestista svedese
- 10 agosto - Fred Ottman, ex wrestler statunitense
- 10 agosto - Selvister Ponnumuthan, vescovo cattolico indiano
- 10 agosto - Mario Schembri, calciatore maltese († 2008)
- 10 agosto - Sergej Suchoručenkov, ex ciclista su strada sovietico
- 11 agosto - Roberto Battiston, fisico italiano
- 11 agosto - Roberto Maria Cucinotta, organista e compositore italiano
- 11 agosto - Laurent Dailland, direttore della fotografia francese
- 11 agosto - Ernesto Franco, scrittore, dirigente d'azienda e ispanista italiano († 2024)
- 11 agosto - Pierre-Louis Lions, matematico francese
- 12 agosto - Claudio Asciuti, scrittore italiano
- 12 agosto - Artur Barciś, attore polacco
- 12 agosto - Mario Fine, generale italiano
- 12 agosto - Bruce Greenwood, attore canadese
- 12 agosto - Brigitte Kraus, ex mezzofondista tedesca
- 12 agosto - Osvaldo Laport, attore uruguaiano
- 12 agosto - Pasquale Lattuneddu, dirigente sportivo italiano
- 12 agosto - Jun'ichi Miyashita, sceneggiatore giapponese
- 12 agosto - Massimo Ronconi, dirigente sportivo, allenatore di calcio a 5 e ex giocatore di calcio a 5 italiano
- 12 agosto - Akimi Yoshida, fumettista giapponese
- 13 agosto - Massimo Federici, politico italiano
- 13 agosto - Bruno Giordano, ex calciatore e allenatore di calcio italiano
- 13 agosto - Koffi Olomide, cantante e produttore discografico della Repubblica Democratica del Congo
- 13 agosto - Peter Wells, ex calciatore inglese
- 13 agosto - Massimo Wertmüller, attore e doppiatore italiano
- 13 agosto - Marian Woronin, ex velocista polacco
- 14 agosto - Alfredo Francesconi, ex nuotatore italiano
- 14 agosto - Nicola Fusco, matematico italiano
- 14 agosto - Marco Garofalo, ballerino e coreografo italiano († 2018)
- 14 agosto - Jackée Harry, attrice, cantante e comica statunitense
- 14 agosto - Andy King, allenatore di calcio e calciatore inglese († 2015)
- 14 agosto - Marco Martinelli, drammaturgo e regista teatrale italiano
- 14 agosto - Robert Skolimowski, ex sollevatore polacco
- 14 agosto - Joan Slonczewski, scrittrice statunitense
- 14 agosto - Khal Torabully, scrittore mauriziano
- 14 agosto - C.J. Vanston, compositore, produttore discografico e tastierista statunitense
- 14 agosto - Rusty Wallace, pilota automobilistico statunitense
- 15 agosto - Roque Alfaro, ex calciatore argentino
- 15 agosto - Régis Clère, ciclista su strada e pistard francese († 2012)
- 15 agosto - Bruce Ford, tenore statunitense
- 15 agosto - Gennadij Gudkov, politico e imprenditore russo
- 15 agosto - Jacek Koman, attore e cantante polacco
- 15 agosto - Umberto Sardella, attore e comico italiano
- 15 agosto - Slobodan Subotić, ex cestista e allenatore di pallacanestro sloveno
- 15 agosto - Peter-John Vettese, tastierista, compositore e produttore discografico britannico
- 15 agosto - Helgi Ólafsson, scacchista islandese
- 16 agosto - İsgəndər Aznaurov, militare azero († 1993)
- 16 agosto - Mirella D'Angelo, attrice italiana
- 16 agosto - Dominique Erbani, ex rugbista a 15 e dirigente sportivo francese
- 16 agosto - Patricio Hernández, allenatore di calcio e ex calciatore argentino
- 16 agosto - Michi Himeno, animatrice e character designer giapponese
- 16 agosto - Jorge Hirano, ex calciatore peruviano
- 16 agosto - Dale Raoul, attrice statunitense
- 16 agosto - Flavio Emilio Scogna, compositore e direttore d'orchestra italiano
- 16 agosto - Piero Stroppa, divulgatore scientifico italiano
- 16 agosto - Daniel Willems, ciclista su strada e dirigente sportivo belga († 2016)
- 16 agosto - Yin Tiesheng, allenatore di calcio e ex calciatore cinese
- 17 agosto - Fabio Armiliato, tenore italiano
- 17 agosto - Gail Berman, produttrice cinematografica statunitense
- 17 agosto - Enrico Franceschini, giornalista e scrittore italiano
- 17 agosto - Emerson Gattafoni, autore televisivo e regista italiano
- 17 agosto - Dave Jones, ex calciatore e allenatore di calcio inglese
- 17 agosto - William Edward Koenig, vescovo cattolico statunitense
- 17 agosto - John Kosmina, allenatore di calcio e ex calciatore australiano
- 17 agosto - Álvaro Pino, ex ciclista su strada e dirigente sportivo spagnolo
- 17 agosto - John Romita Jr., fumettista statunitense
- 17 agosto - Vida Šulskytė, ex cestista sovietica
- 17 agosto - Chris Tsangarides, produttore discografico britannico († 2018)
- 18 agosto - Alberto de Carvalho, allenatore di pallacanestro angolano
- 18 agosto - John Debney, compositore e direttore d'orchestra statunitense
- 18 agosto - Lalli, cantautrice italiana
- 18 agosto - Godfrey Igwebuike Onah, vescovo cattolico nigeriano
- 18 agosto - Goran Popović, ex calciatore jugoslavo
- 18 agosto - Ángel Javier Pérez Pueyo, vescovo cattolico spagnolo
- 18 agosto - Åge Risanger, ex calciatore norvegese
- 18 agosto - Alexandre Rockwell, regista, produttore cinematografico e sceneggiatore statunitense
- 18 agosto - Jon Schwartz, batterista statunitense
- 18 agosto - Rainer Maria Woelki, cardinale e arcivescovo cattolico tedesco
- 19 agosto - Adam Arkin, attore e regista statunitense
- 19 agosto - Gennaro Borriello, ex arbitro di calcio italiano
- 19 agosto - Sergio Brio, ex calciatore e allenatore di calcio italiano
- 19 agosto - Fathi Chebel, ex calciatore algerino
- 19 agosto - Louise Gold, attrice, cantante e doppiatrice britannica
- 19 agosto - Jackie Huggins, storica e attivista australiana
- 19 agosto - Maria Grazia Mancuso, ginnasta italiana († 2014)
- 19 agosto - Hassan Nazari, ex calciatore iraniano
- 19 agosto - José Rubén Zamora, giornalista e imprenditore guatemalteco
- 20 agosto - Joan Allen, attrice statunitense
- 20 agosto - Michele Boldrin, economista italiano
- 20 agosto - Riccardo Bruni, insegnante italiano († 2023)
- 20 agosto - Ray Epps, ex cestista statunitense
- 20 agosto - Jeff Moore, ex giocatore di football americano statunitense
- 20 agosto - Manuel Nin, vescovo cattolico spagnolo
- 20 agosto - Roberto Regazzi, liutaio italiano
- 20 agosto - Augusto Santos Silva, politico portoghese
- 20 agosto - Dragan Čović, politico bosniaco
- 21 agosto - Kim Cattrall, attrice britannica
- 21 agosto - Wei Sun Christianson, imprenditrice e avvocato cinese
- 21 agosto - Vadão, allenatore di calcio brasiliano († 2020)
- 21 agosto - Bruce Harper, ex giocatore di football americano statunitense
- 21 agosto - Karin Metze, ex canottiera tedesca
- 21 agosto - Laura Morante, attrice e regista italiana
- 21 agosto - Pietro Morici, carabiniere italiano († 1983)
- 21 agosto - Mickey Shuler, ex giocatore di football americano statunitense
- 21 agosto - Jon Tester, politico e agricoltore statunitense
- 21 agosto - Maurizio Tomassi, cestista e allenatore di pallacanestro italiano († 2023)
- 21 agosto - Giuseppina Torregrossa, scrittrice italiana
- 22 agosto - Valerij Abramov, mezzofondista sovietico († 2016)
- 22 agosto - Willis Adams, ex giocatore di football americano statunitense
- 22 agosto - Stefano Bottini, politico italiano
- 22 agosto - Wes Chandler, ex giocatore di football americano e allenatore di football americano statunitense
- 22 agosto - Salvatore Ciulla, regista teatrale e direttore artistico italiano
- 22 agosto - Alberto Fonseca, ex calciatore portoghese
- 22 agosto - Paul Molitor, allenatore di baseball e giocatore di baseball statunitense
- 23 agosto - Fernando Botero Zea, economista, politico e imprenditore messicano
- 23 agosto - Karel Jarolím, allenatore di calcio e ex calciatore ceco
- 23 agosto - Paolo Morales, fumettista, sceneggiatore e disegnatore italiano († 2013)
- 23 agosto - Cris Morena, produttrice televisiva e sceneggiatrice argentina
- 23 agosto - Anthony Musumeci, ex giocatore di calcio a 5 australiano
- 23 agosto - Kumiko Okae, attrice, doppiatrice e conduttrice televisiva giapponese († 2020)
- 23 agosto - Skipp Sudduth, attore statunitense
- 23 agosto - David Wolf, astronauta e medico statunitense
- 24 agosto - Chu Tien-wen, scrittrice e sceneggiatrice taiwanese
- 24 agosto - John Culberson, politico statunitense
- 24 agosto - Kevin Dunn, attore statunitense
- 24 agosto - Ulrich Egen, allenatore di hockey su ghiaccio, dirigente sportivo e ex hockeista su ghiaccio tedesco
- 24 agosto - Ebrahim Ghasempour, allenatore di calcio e ex calciatore iraniano
- 24 agosto - Christiane Knetsch, ex canottiera tedesca
- 24 agosto - Diego Penocchio, imprenditore e dirigente sportivo italiano
- 24 agosto - Francesca Zambello, regista teatrale e direttrice artistica statunitense
- 25 agosto - Augustine Obiora Akubeze, arcivescovo cattolico nigeriano
- 25 agosto - Paulo Autuori, allenatore di calcio e dirigente sportivo brasiliano
- 25 agosto - Keith Bertschin, allenatore di calcio e ex calciatore inglese
- 25 agosto - Federico Danna, allenatore di pallacanestro italiano
- 25 agosto - Carlos Jara Saguier, allenatore di calcio e ex calciatore paraguaiano
- 25 agosto - Han Nolan, scrittrice statunitense
- 25 agosto - Takeshi Okada, ex calciatore e allenatore di calcio giapponese
- 25 agosto - Cinzia Sasso, giornalista italiana
- 25 agosto - Stig Strand, ex sciatore alpino svedese
- 25 agosto - Vince Taylor, ex culturista statunitense
- 25 agosto - Henri Toivonen, pilota di rally finlandese († 1986)
- 26 agosto - Carlos Arias Torrico, ex calciatore boliviano
- 26 agosto - Alex Clariño, cestista filippino († 2002)
- 26 agosto - Enrico Comba, antropologo e storico delle religioni italiano († 2020)
- 26 agosto - Brett Cullen, attore statunitense
- 26 agosto - Silvia Dell'Orso, giornalista, saggista e storica dell'arte italiana († 2009)
- 26 agosto - Maneka Gandhi, politica, giornalista e attivista indiana
- 26 agosto - Peter Joseph Hundt, arcivescovo cattolico canadese
- 26 agosto - Guido Morra, paroliere italiano
- 26 agosto - Patrizio Rispo, attore italiano
- 26 agosto - Beppe Riva, giornalista, critico musicale e produttore discografico italiano
- 27 agosto - Magnús Bergs, ex calciatore islandese
- 27 agosto - Roberto Bombardi, ex calciatore italiano
- 27 agosto - Ruth Epalza, ex cestista spagnola
- 27 agosto - David Khayat, medico francese
- 27 agosto - Jean-François Larios, ex calciatore francese
- 27 agosto - Alois Lipburger, saltatore con gli sci austriaco († 2001)
- 27 agosto - Glen Matlock, bassista britannico
- 27 agosto - Gael Mulhall-Martin, ex pesista, discobola e powerlifter australiana
- 27 agosto - Alberto Pacher, politico italiano
- 27 agosto - Angelo Villani, politico italiano
- 28 agosto - Antonello Belluco, regista, sceneggiatore e montatore italiano
- 28 agosto - Jo Burt, bassista britannico
- 28 agosto - Rossana Di Bello, politica italiana († 2021)
- 28 agosto - Beverley Goddard, ex velocista britannica
- 28 agosto - Luis Guzmán, attore portoricano
- 28 agosto - Kathy Hall, allenatrice di calcio e ex calciatrice neozelandese
- 28 agosto - John Long, ex cestista statunitense
- 28 agosto - Benoît Peeters, fumettista, sceneggiatore e scrittore francese
- 28 agosto - Raimundo Pereira, politico guineense
- 28 agosto - Juan José Rubio, ex calciatore spagnolo
- 28 agosto - Lorenzo Sacconi, economista e filosofo italiano
- 28 agosto - Steve Whiteman, cantante statunitense
- 29 agosto - GG Allin, cantautore statunitense († 1993)
- 29 agosto - Carmen Amato, cantante italiana
- 29 agosto - Román Casanova Casanova, vescovo cattolico spagnolo
- 29 agosto - Mark Morris, ballerino, coreografo e regista teatrale statunitense
- 29 agosto - Eddie Murray, ex giocatore di football americano canadese
- 29 agosto - Mario Porfito, attore italiano
- 29 agosto - Amedeo Rigo, ex cestista italiano
- 29 agosto - Kerstin Schober, ex cestista tedesca
- 29 agosto - Charalampos Xanthopoulos, ex calciatore greco
- 30 agosto - Said Belqola, arbitro di calcio marocchino († 2002)
- 30 agosto - Christophe Freyss, allenatore di tennis e ex tennista francese
- 30 agosto - Sergio Giovannone, calciatore e allenatore di calcio italiano († 2019)
- 30 agosto - Rodney Jones, chitarrista statunitense
- 30 agosto - Omar Jorge, ex calciatore argentino
- 30 agosto - Ismaël Lô, cantautore e musicista senegalese
- 30 agosto - Kelly Moore, scrittrice statunitense
- 30 agosto - Julian Richings, attore inglese
- 30 agosto - Alberto Stramaccioni, storico, giornalista e politico italiano
- 30 agosto - Bernadette Zurbriggen, ex sciatrice alpina svizzera
- 31 agosto - Ron Carter, ex cestista statunitense
- 31 agosto - Massimo Casanova, ex cestista italiano
- 31 agosto - Giancarlo Ceccarelli, allenatore di calcio e ex calciatore italiano
- 31 agosto - Marco Gasperetti, giornalista e saggista italiano
- 31 agosto - Kent Nilsson, ex hockeista su ghiaccio svedese
- 31 agosto - Shirō Saitō, attore e doppiatore giapponese
- 31 agosto - Steven Sewell, ex cestista portoricano
- 31 agosto - Masashi Tashiro, cantante e comico giapponese
- 31 agosto - Julius Sullan Tonel, arcivescovo cattolico filippino
- 31 agosto - Tsai Ing-wen, politica taiwanese
- 31 agosto - Linda Zerilli, politologa e saggista statunitense